# 浮梁专区
浮梁专区（浮梁专署），中华人民共和国江西省已撤销的专区，在今江西省东北部。1949年置乐平专区，专员公署驻乐平县。辖景德镇市及浮梁、婺源、乐平、德兴、鄱阳、万年、余干7县。

## 历史
1950年，专员公署迁驻景德镇市，并改称浮梁专区。
1952年10月8日批准，撤销浮梁专区，辖区与上饶专区合并为鹰潭专区驻地贵溪县鹰潭。同年12月6日又批准改名上饶专区。

## 行政区划
1951年时辖1市7县。
- 县级市：景德镇市
- 县：浮梁县（景德镇市）、婺源县（城关镇）、乐平县（乐平镇）、德兴县（银城镇）、鄱阳县（鄱阳镇）、万年县（城厢镇）、余干县（城关镇）